# Matuguinao
Matuguinao is een gemeente in de Filipijnse provincie Samar op het gelijknamig eiland Samar. Bij de laatste census in 2007 had de gemeente bijna 7 duizend inwoners.

## Geografie

### Bestuurlijke indeling
Matuguinao is onderverdeeld in de volgende 20 barangays:
| - Angyap - Bag-otan - Barruz - Camonoan - Carolina - Deit - Del Rosario - Inubod - Libertad - Ligaya | - Mabuligon Pob. - Maduroto Pob. - Mahanud - Mahayag - Nagpapacao - Rizal - Salvacion - San Isidro - San Roque - Santa Cruz |

## Demografie
Matuguinao had bij de census van 2007 een inwoneraantal van 6.589 mensen. Dit zijn 1.228 mensen (22,9%) meer dan bij de vorige census van 2000. De gemiddelde jaarlijkse groei komt daarmee uit op 2,89%, hetgeen hoger is dan het landelijk jaarlijks gemiddelde over deze periode (2,04%). Vergeleken met de census van 1995 is het aantal mensen met 1.384 (26,6%) toegenomen.

De bevolkingsdichtheid van Matuguinao was ten tijde van de laatste census, met 6.589 inwoners op 172,51 km², 38,2 mensen per km².